# Romina Oprandi
Romina Sarina Oprandi (Jegenstorf, 29 maart 1986) is een tennisspeelster uit Zwitserland. Oprandi begon op zesjarige leeftijd met tennis. Haar favoriete ondergrond is gravel. Zij speelt rechtshandig en heeft een tweehandige backhand. Zij was actief in het proftennis van 2002 tot in 2018. Tot eind januari 2012 kwam Oprandi uit voor Italië – nadien speelde zij voor haar geboorteland Zwitserland.

## Loopbaan

### Enkelspel
Oprandi debuteerde in 2002 op het ITF-toernooi van Vaduz (Liechtenstein). Zij stond in 2004 voor het eerst in een finale, op het ITF-toernooi van Elda (Alicante, Spanje) – hier veroverde zij haar eerste titel, door de Spaanse Nuria Roig te verslaan. In totaal won zij 26 ITF-titels, de laatste in 2018 in Antalya (Turkije), het laatste toernooi waaraan zij deelnam tijdens haar actieve loopbaan.
In 2005 kwalificeerde Oprandi zich voor het eerst voor een WTA-hoofdtoernooi, op het toernooi van Palermo. Zij bereikte één keer een WTA-finale, op het toernooi van Marrakesh in 2014 – zij verloor van de Spaanse María Teresa Torró Flor.
Haar beste resultaat op de grandslamtoernooien is het bereiken van de derde ronde, op het Australian Open 2012, door het verslaan van de Italiaanse Francesca Schiavone. Haar hoogste notering op de WTA-ranglijst is de 32e plaats, die zij veroverde in juni 2013 na het bereiken van de halve finale op het WTA-toernooi van Brussel 2013.

### Dubbelspel
Oprandi was in het dubbelspel minder actief dan in het enkelspel. Zij debuteerde in 2004 op het ITF-toernooi van Elda (Alicante, Spanje), samen met de Duitse Isabel Collischönn. Zij stond in 2005 voor het eerst in een finale, op het ITF-toernooi van Mallorca (Spanje), samen met de Spaanse Adriana González Peñas – hier veroverde zij haar eerste titel, door het duo Olga Brózda en Tina Schiechtl te verslaan. In totaal won zij elf ITF-titels, de laatste in 2012 in Ismaning (Duitsland).
In 2006 speelde Oprandi voor het eerst op een WTA-hoofdtoernooi, op het toernooi van Rome, op basis van een wildcard samen met landgenote Karin Knapp. Zij bereikte één keer een WTA-finale, op het toernooi van Marrakesh in 2014, samen met de Spaanse Garbiñe Muguruza – hier veroverde zij haar enige titel, door het koppel Katarzyna Piter en Maryna Zanevska te verslaan.
Haar beste resultaat op de grandslamtoernooien is het bereiken van de tweede ronde. Haar hoogste notering op de WTA-ranglijst is de 112e plaats, die zij bereikte in mei 2007.

### Tennis in teamverband
In 2013 maakte Oprandi deel uit van het Zwitserse Fed Cup-team – zij behaalde daar een winst/verlies-balans van 3–1.

## Speelstijl
Oprandi is een allround speelster die over veel variatie beschikt in haar spel. Zij wisselt baselineslagen af met slices, dropshots en netspel. Echte zwaktes heeft zij niet, maar ook geen echte wapens.

## Posities op deWTA-ranglijst
Positie per einde seizoen:
| jaar | rang enkelspel | rang dubbelspel |
| ---- | -------------- | --------------- |
| 2002 | 804            | –               |
| 2003 | 943            | –               |
| 2004 | 478            | –               |
| 2005 | 240            | 207             |
| 2006 | 46             | 180             |
| 2007 | 250            | 174             |
| 2008 | 331            | 393             |
| 2009 | 220            | 245             |
| 2010 | 66             | 264             |
| 2011 | 83             | 316             |
| 2012 | 61             | 182             |
| 2013 | 79             | 256             |
| 2014 | 118            | 166             |
| 2015 | 124            | 1104            |
| 2016 | 397            | –               |
| 2017 | 972            | –               |
| 2018 | 807            | –               |

## Palmares
| Legenda                 |
| ----------------------- |
| Grandslamtoernooi       |
| Olympische Spelen       |
| Year-End Championships  |
| Premier Mandatory       |
| Premier Five / WTA 1000 |
| Premier / WTA 500       |
| International / WTA 250 |
| Challenger / WTA 125    |

### WTA-finaleplaatsen enkelspel
| nr.              | finale     | toernooi      | ondergrond | tegenstandster          | score         |         |
| ---------------- | ---------- | ------------- | ---------- | ----------------------- | ------------- | ------- |
| gewonnen finales |            |               |            |                         |               |         |
| geen             |            |               |            |                         |               |         |
| verloren finales |            |               |            |                         |               |         |
| 1.               | 2014-04-27 | WTA Marrakesh | gravel     | María Teresa Torró Flor | 3-6, 6-3, 3-6 | details |

### WTA-finaleplaatsen vrouwendubbelspel
| nr.              | finale     | toernooi      | ondergrond | partner          | tegenstandsters                 | score            |         |
| ---------------- | ---------- | ------------- | ---------- | ---------------- | ------------------------------- | ---------------- | ------- |
| gewonnen finales |            |               |            |                  |                                 |                  |         |
| 1.               | 2014-04-27 | WTA Marrakesh | gravel     | Garbiñe Muguruza | Katarzyna Piter Maryna Zanevska | 4-6, 6-2, [11-9] | details |
| verloren finales |            |               |            |                  |                                 |                  |         |
| geen             |            |               |            |                  |                                 |                  |         |

### Gewonnen ITF-toernooien enkelspel
| nr. | finale     | toernooi          | dotatie  | ondergrond | tegenstandster in finale | score         |
| --- | ---------- | ----------------- | -------- | ---------- | ------------------------ | ------------- |
| 1.  | 2004-03-28 | Elda              | $10.000  | gravel     | Nuria Roig Tost          | 6-2, 6-3      |
| 2.  | 2005-02-20 | Mallorca          | $10.000  | gravel     | Anna Floris              | 6-3, 6-0      |
| 3.  | 2005-03-12 | Gran Canaria      | $10.000  | gravel     | Tina Schiechtl           | 6-3, 6-2      |
| 4.  | 2005-03-27 | Rome              | $10.000  | gravel     | Ana Jovanović            | 6-4, 7-6      |
| 5.  | 2005-04-03 | Rome              | $10.000  | gravel     | Magda Mihalache          | 6-4, 6-4      |
| 6.  | 2005-05-15 | Casale Monferrato | $10.000  | gravel     | Sandra Záhlavová         | 6-2, 6-0      |
| 7.  | 2005-11-13 | Mexico-Stad       | $25.000  | gravel     | Kira Nagy                | 6-3, 6-0      |
| 8.  | 2005-11-20 | Puebla            | $25.000  | hardcourt  | Jenifer Widjaja          | 6-1, 6-1      |
| 9.  | 2006-04-09 | Putignano         | $25.000  | hardcourt  | Alberta Brianti          | 6-1, 1-6, 6-4 |
| 10. | 2006-04-30 | Torrent           | $25.000  | gravel     | Jekaterina Makarova      | 6-1, 6-3      |
| 11. | 2006-05-07 | Manavgat          | $25.000  | gravel     | Petra Cetkovská          | 6-3, 7-5      |
| 12. | 2006-09-10 | Denain            | $75.000  | gravel     | Stéphanie Foretz         | 6-3, 4-6, 6-3 |
| 13. | 2008-08-24 | Wahlstedt         | $10.000  | gravel     | Giulia Gatto-Monticone   | 6-3, 6-0      |
| 14. | 2010-03-14 | Buchen            | $10.000  | tapijt (i) | Iryna Boerjatsjok        | 6-1, 6-3      |
| 15. | 2010-05-15 | Caserta           | $25.000  | gravel     | Sloane Stephens          | 6-3, 6-3      |
| 16. | 2010-06-04 | Cuneo             | $100.000 | gravel     | Pauline Parmentier       | 6-0, 6-2      |
| 17. | 2010-09-26 | Saint-Malo        | $100.000 | gravel     | Alizé Cornet             | 6-2, 2-6, 6-2 |
| 18. | 2011-10-02 | Las Vegas         | $50.000  | hardcourt  | Alexa Glatch             | 6-7, 6-3, 7-6 |
| 19. | 2011-10-16 | Troy              | $50.000  | hardcourt  | Varvara Lepchenko        | 6-1, 6-2      |
| 20. | 2011-10-23 | Rock Hill         | $25.000  | hardcourt  | Grace Min                | 7-5, 6-1      |
| 21. | 2012-07-14 | Biarritz          | $100.000 | gravel     | Mandy Minella            | 7-5, 7-5      |
| 22. | 2012-08-12 | The Bronx         | $50.000  | hardcourt  | Anna Tsjakvetadze        | 5-7, 6-3, 6-3 |
| 23. | 2015-05-17 | La Marsa          | $25.000  | gravel     | Anastasija Sevastova     | 6-3, 6-3      |
| 24. | 2015-08-09 | Bad Saulgau       | $25.000  | gravel     | Cristina Dinu            | 6-3, 6-3      |
| 25. | 2015-08-16 | Hechingen         | $25.000  | gravel     | Ana Bogdan               | 6-3, 1-6, 6-2 |
| 26. | 2018-09-30 | Antalya           | $15.000  | hardcourt  | Daria Nazarkina          | 6-0, 6-2      |

### Gewonnen ITF-toernooien dubbelspel
| nr. | finale     | toernooi     | dotatie | ondergrond | partner                | tegenstandsters in finale                  | score            |
| --- | ---------- | ------------ | ------- | ---------- | ---------------------- | ------------------------------------------ | ---------------- |
| 1.  | 2005-02-13 | Mallorca     | $10.000 | gravel     | Adriana González Peñas | Olga Brózda Tina Schiechtl                 | 6-3, 7-5         |
| 2.  | 2005-03-12 | Gran Canaria | $10.000 | gravel     | Vanessa Wellauer       | Irina Kotkina Charlène Vanneste            | 7-5, 6-2         |
| 3.  | 2005-04-03 | Rome         | $10.000 | gravel     | Adriana González Peñas | Gréta Arn Janette Bejlková                 | 6-3, 6-3         |
| 4.  | 2006-04-23 | Bari         | $25.000 | gravel     | Caroline Schneider     | Stefanie Haidner Darija Jurak              | 7-5, 6-2         |
| 5.  | 2006-05-07 | Manavgat     | $25.000 | gravel     | Tzipora Obziler        | Matea Mezak İpek Şenoğlu                   | 4-6, 6-4, 6-0    |
| 6.  | 2006-09-10 | Denain       | $75.000 | gravel     | Jasmin Wöhr            | Klaudia Jans Alicja Rosolska               | 4-6, 6-2, 6-4    |
| 7.  | 2009-03-08 | Buchen       | $10.000 | tapijt (i) | Sandra Martinović      | Katerina Avdiyenko Anastasia Poltoratskaya | 5-7, 7-5, [10-8] |
| 8.  | 2009-09-19 | Mestre       | $50.000 | gravel     | Sandra Klemenschits    | Kristina Barrois Yvonne Meusburger         | 6-4, 6-1         |
| 9.  | 2009-11-14 | Mallorca     | $10.000 | gravel     | Laura Pous Tió         | Letícia Costas Moreira Inés Ferrer Suárez  | 7-6, 6-2         |
| 10. | 2009-12-12 | Benicarló    | $10.000 | gravel     | Laura Pous Tió         | Alexandra Cadanțu Diana Enache             | 6-4, 6-3         |
| 11. | 2012-10-28 | Ismaning     | $75.000 | tapijt (i) | Amra Sadiković         | Jill Craybas Eva Hrdinová                  | 4-6, 6-3, [10-7] |

### Gewonnen juniorentoernooien enkelspel
| nr. | datum      | toernooi                  | graad | tegenstandster    | score    |
| --- | ---------- | ------------------------- | ----- | ----------------- | -------- |
| 1.  | 2001-09-23 | HIP International Pancevo | 5     | Delia Sescioreanu | 6-1, 6-4 |

### Gewonnen juniorentoernooien dubbelspel
| nr. | datum      | toernooi                                  | graad | partner             | tegenstandsters                 | score         |
| --- | ---------- | ----------------------------------------- | ----- | ------------------- | ------------------------------- | ------------- |
| 1.  | 2002-02-17 | Milo Cup                                  | 2     | Dragica Stanojlovic | Serena Bergomi Tina Schmassmann | 6-3, 2-6, 6-0 |
| 2.  | 2002-04-01 | City of Florence International Tournament | 2     | Kirsten Flipkens    | Katja Blocker Jenny Zika        | 6-2, 6-3      |

## Resultaten grandslamtoernooien
| Legenda | Legenda                          |
| ------- | -------------------------------- |
| g.t.    | geen toernooi gehouden           |
| l.c.    | lagere categorie                 |
| –       | niet deelgenomen                 |
| G       | uitgeschakeld in de groepsfase   |
| 1R      | uitgeschakeld in de eerste ronde |
| 2R      | uitgeschakeld in de tweede ronde |
| 3R      | uitgeschakeld in de derde ronde  |
| 4R      | uitgeschakeld in de vierde ronde |
| KF      | uitgeschakeld in de kwartfinale  |
| HF      | uitgeschakeld in de halve finale |
| F       | de finale verloren               |
| W       | het toernooi gewonnen            |
| w-v     | winst/verlies-balans             |

### Enkelspel
| toernooi        | 2006 | 2007 |    | 2010 | 2011 | 2012 | 2013 | 2014 | 2015 |
| --------------- | ---- | ---- | -- | ---- | ---- | ---- | ---- | ---- | ---- |
| Australian Open | –    | 1R   | –  | 1R   | 3R   | 2R   | –    | 1R   |      |
| Roland Garros   | –    | 1R   | –  | 1R   | 1R   | 1R   | 1R   | –    |      |
| Wimbledon       | 1R   | –    | 2R | 1R   | 2R   | 1R   | 1R   | –    |      |
| US Open         | 1R   | –    | 1R | 2R   | 2R   | –    | 1R   | –    |      |

### Vrouwendubbelspel
| toernooi        | 2006 | 2007 |    | 2010 | 2011 | 2012 | 2013 | 2014 | 2015 |
| --------------- | ---- | ---- | -- | ---- | ---- | ---- | ---- | ---- | ---- |
| Australian Open | –    | 1R   | –  | 1R   | –    | 1R   | –    | 1R   |      |
| Roland Garros   | –    | –    | –  | 1R   | 1R   | 1R   | –    | –    |      |
| Wimbledon       | –    | –    | –  | –    | –    | 2R   | –    | –    |      |
| US Open         | 1R   | –    | 1R | –    | 2R   | –    | 1R   | –    |      |